# Bernd Trunzer
Bernd Trunzer (* 16. März 1947 in Markranstädt; † 28. März 2018 in Leipzig) war ein deutscher Fußballspieler, der von 1970 bis 1976 in der DDR-Oberliga, der höchsten Spielklasse im DDR-Fußball für die BSG Chemie Leipzig aktiv war.

## Sportliche Laufbahn
Mit fünf Einsätzen für die Armeesportgemeinschaft (ASG) Vorwärts Cottbus in der zweitklassigen DDR-Liga begann der 20-jährige Bernd Trunzer in der Saison 1967/68 seine Laufbahn im höherklassigen Fußball. Bereits in der folgenden Spielzeit war er mit 29 Einsätzen bei 30 Punktspielen Stammkraft der Armeemannschaft und wurde mit 19 Treffern ihr Torschützenkönig.
Nachdem er in der Hinrunde der Saison 1969/70 vierzehn der fünfzehn DDR-Liga-Spiele bestritten hatte, wurde sein Dienst in der Nationalen Volksarmee beendet, und Trunzer schloss sich dem Oberligisten Chemie Leipzig an. Bis zum Saisonende wurde er in sieben Oberligaspielen eingesetzt, stand aber nur dreimal in der Startelf. 1970/71 wurde er zunächst nur in der 2. Mannschaft eingesetzt, mit der er fünf Punktspiele in der DDR-Liga bestritt. Erst in der Rückrunde kam Trunzer noch zu acht Oberligaeinsätzen, viermal von Beginn an. Die 1. Mannschaft stieg am Saisonende aus der Oberliga ab, und Trunzer nutzte die Gelegenheit, sich während der DDR-Liga-Spielzeit als Stammspieler zu etablieren. In den 20 Meisterschaftsspielen und acht Aufstiegsspielen kam er 25-mal zum Einsatz und war mit 13 Treffern wieder einmal bester Torschütze seiner Mannschaft. Chemie Leipzig gelang die sofortige Rückkehr in die Oberliga. Trunzer konnte mit 20 Punktspieleinsätzen seinen Stammplatz verteidigen und war mit sechs Treffern erneut bester Schütze der Chemiker. Ab 1973 entwickelte sich Chemie Leipzig zur Fahrstuhlmannschaft, sie stieg sowohl 1974 als auch 1976 aus der Oberliga ab.
Bis 1976 gehörte Trunzer ununterbrochen zum Stammpersonal, von 74 ausgetragenen Punktspielen bestritt er 64 Begegnungen und kam zu 21 Toren. 1976/77 spielte er seine letzte Saison bei Chemie Leipzig, in der er nur noch ein Punktspiel in der DDR-Liga bestritt. Danach beendete er seine Laufbahn als Leistungsfußballer, in der er bei zehn Spielzeiten 79 Oberligaspiele mit 14 Toren und 93 DDR-Liga-Spiele mit 53 Toren absolvierte. Insgesamt dreimal war er Mannschaftsrekordtorschütze. Anschließend war er bis 1983 bei den drittklassigen Leipziger Bezirksligamannschaften Fortschritt West und Stahl Nordwest Übungsleiter. Als Stahl Nordwest 1983 in die DDR-Liga aufstieg, bestritt Trunzer 1983/84 36-jährig noch einmal 21 Ligaspiele und erhöhte sein Torkonto um weitere vier Treffer.